# 人民进步党/公民
人民进步党/公民（People's Progressive Party/Civic，缩写为PPP/C）是圭亚那的一个政党。1950年1月1日，英属圭亚那工党和政治事务委员会合并为人民进步党。该党是一个多民族政党，但主要支持者为印度裔圭亚那人。1990年代，人民进步党为争取其他族裔的支持，更名为“人民进步党/公民”。
该党成立时，以“争取圭亚那的独立和自由，废除压迫和剥削，进而在圭亚那建立‘正义的社会主义社会’”为目标。1969年8月，在人民进步党的特别代表大会上，宣布将党建设成为“忠于马克思列宁主义和无产阶级的先锋队”。1976年8月，人民进步党举行第十九次代表大会，通过政治纲领，其要点是：建立一个独立、民主和繁荣的社会主义国家；根据耕者有其田的原则进行土地改革；尊重宗教信仰自由，建立进步的文化教育，实行男女平等，保护母亲和儿童；各社会团体平等，促进印第安种族的经济文化的发展；执行以和平和无产阶级国际主义为基础的外交政策。1990年代初，该党的政策和实践事实上开始向社会民主党靠拢，但该党仍自称为马克思列宁主义政党。1998年，该党“二十六大”提出：人民进步党是一个植根于工人阶级的先进政党，要维护工人阶级的利益，加强与劳动群众的联系。2002年，该党“二十七大”重申：人民进步党的任务和奋斗目标是坚定地站在工人阶级立场上，努力消灭贫困，改善各族人民生活，建立多元文化社会；否定部分领导成员关于改革党的领导体制、删除党章中关于“马克思列宁主义”“社会主义”“民主集中制”等指导思想的意见。2005年，该党“二十八大”强调人民进步党是劳动人民的政党。2024年5月5日，该党“三十二大”决定将党章中的“马克思列宁主义”和“社会主义”删除，但保留民主集中制。
该党3次执政：1953年—1964年（英属圭亚那时期），1992年—2015年，2020年至今。目前，该党是共产党和工人党国际会议的成员。